# Diclidurus
Diclidurus es un género de quirópteros, conocidos como murciélagos fantasmas por la coloración blanca de su manto o de parte de él. Todos habitan en Sudamérica y algunos también en Centroamérica.